# 蘇聯二戰頭盔
蘇聯在二戰期間一共使用過四種戰鬥頭盔，分別是法國式阿德里安頭盔、SSh-36、SSh-39和SSh-40。

## 阿德里安

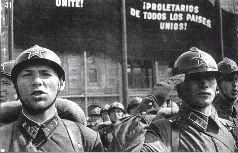
參與1938年5月1日閱兵儀式的第1莫斯科無產階級步槍師，這些士兵佩戴了阿德里安頭盔

法國原產的阿德里安頭盔早於沙俄時期已獲俄羅斯帝國陸軍所使用，它們在十月革命後大量被工農紅軍所繼承，並一直使用至1930年代由SSh-36鋼盔所取代為止。不過由於庫存數量龐大，阿德里安頭盔在二戰期間仍然被大量配發給透過緊急動員徵召的蘇軍士兵，尤其是二線部隊。

## SSh-36
SSh（俄语：Стальной шлем，簡稱：СШ；意指：鋼盔）-36是由亞歷山大·A·施瓦茲所設計的戰鬥頭盔，它於1936年投產並裝備蘇聯紅軍。該頭盔的特徵是具備一個較大的前緣和廣闊的兩側護耳，比起早期的頭盔更能提供更優秀的防禦效果。SSh-36是以1935年推出的德式鋼盔為設計藍本，前者在盔頂同樣設有一個用作散熱的梳子狀物。有部份流言聲稱該梳子狀物是為抵擋軍刀砍劈而設計。

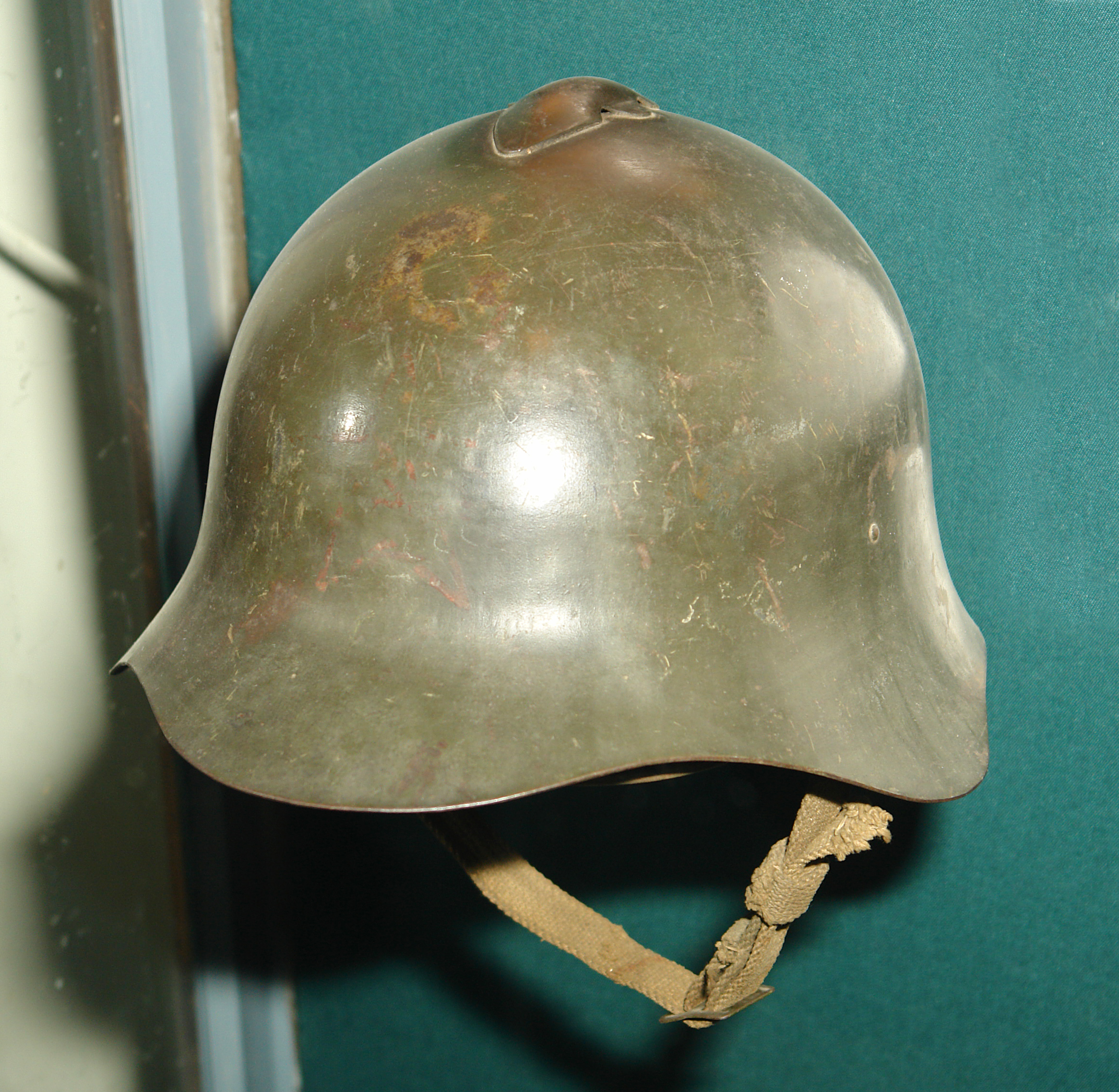
SSh-36鋼盔

早期型SSh-36的內襯是由脆弱的皮革所製成。由於可靠性不佳，後期的型號改用了布製內襯。 其早期的皮革扣帶也出現類似的問題，故同樣地在後期改用布製扣帶。在整個生產流程中，SSh-36一共有4種尺寸：小碼、中碼、大碼和加大碼。
SSh-36從1930年代末到1940年代是蘇軍的制式裝備，它一共參與了多場戰役，包括1939年的諾門罕戰役，期間SSh-36獲得了別名“諾門罕”（Халхинголка），此外苏军在1939—1940年冬季戰爭、1939年入侵波蘭、1940年侵略波羅的海國家、占領比薩拉比亞和北布科維納，和第二次世界大戰中也有装备。蘇聯政府也曾把部份SSh-36作為軍援物資供應給西班牙內戰期間的西班牙共和軍。
SSh-36最終於1941年停產。由於數量稀少，它目前已成為了昂貴的收藏品。

## SSh-39

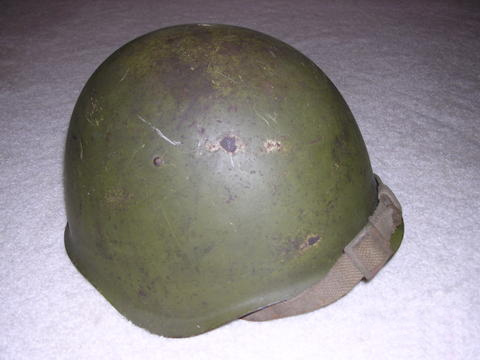
SSh-39鋼盔

SSh-39是一種相對於SSh-36更簡單和更現代化的鋼盔，而且比起後者更容易生產。SSh-39為蘇聯在接下來29年內的軍用頭盔設計埋下重要基礎，期間只作出了很少的改進。該頭盔的設計也被莫斯科無名烈士墓所使用。SSh-39主要由3間工廠生產，分別為：史太林格勒拖拉機廠（СТ）、紅色十月工廠（ЗКО）和雷西瓦冶金廠（ЛМЗ）。其採用的首種內襯為類似於德國M35-M42鋼盔的八指皮革內襯， 最終版本改為類似SSh-36的布製內襯。這些內襯均由鉚接在盔殼，並接近盔頂的3根鉚釘所固定。 與SSh-36一樣，SSh-39在1942年被SSh-40取代前參與了多場武裝衝突。

## SSh-40

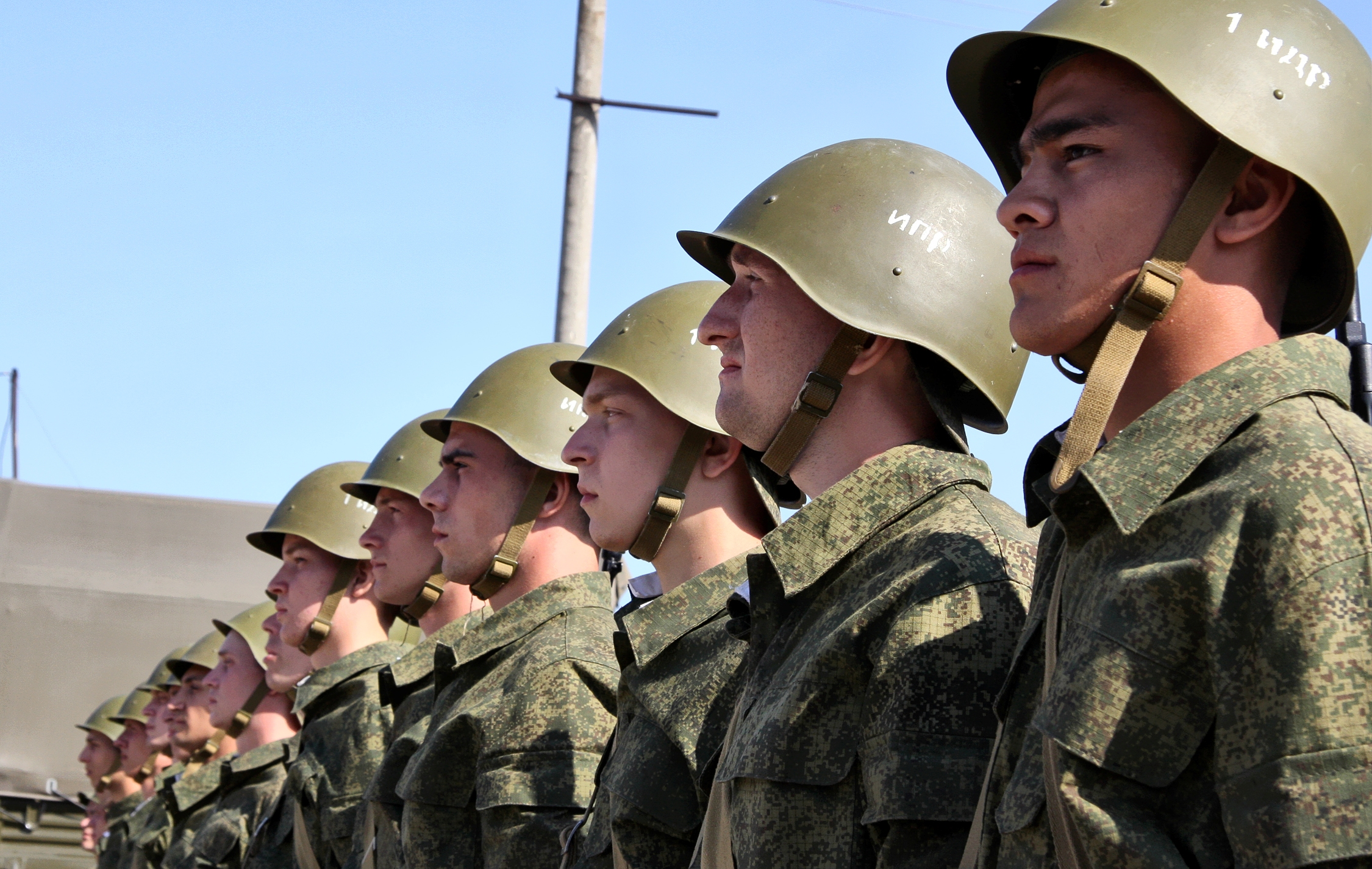
佩戴SSh-40的俄軍士兵

SSh-40是最後一款二戰蘇軍鋼盔，也是最廣泛使用的一種。SSh-39與SSh-40唯一在外觀上的區別是後者以6根位於盔殼下方的鉚釘取代了前者的3根盔頂鉚釘，這是為了讓頭盔可適應一種更簡單和更堅固的新內襯而作出的改良。其內襯由3片（戰後改為4片）布料或油布墊與棉質束帶相連，用於調整尺寸。布製的扣帶則與左右護耳兩側的D扣環相連，而扣帶的末端又以滑扣連接，半圓形的金屬片被夾在這條長扣帶的末端。與SSh-36及SSh-39不同，SSh-40只有3個尺寸：1—3。該頭盔於戰後相繼地被SSh-60和SSh-68鋼盔所取代，不過至今仍有限地使用。此外，SSh-40經常被錯誤地當成是捷克斯洛伐克的vz. 53鋼盔。

## 圖片集

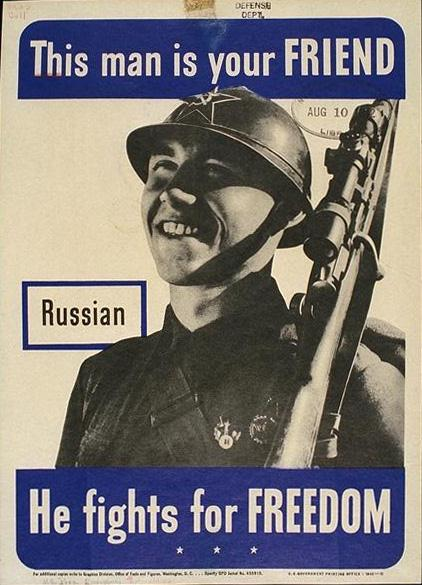
1942年的美國政府宣傳海報，圖中的蘇軍士兵佩戴阿德里安頭盔
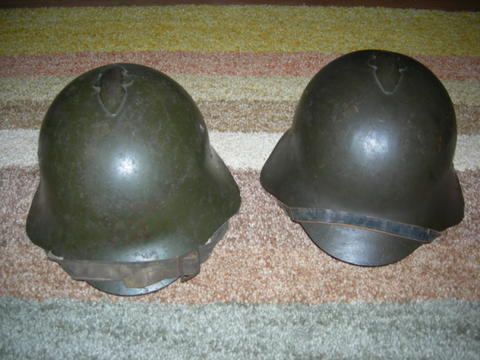
SSh-36鋼盔
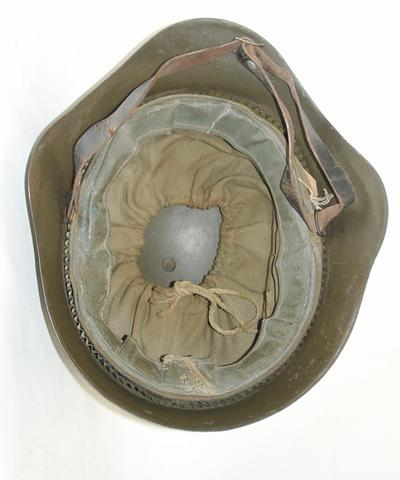
SSh-36的內襯
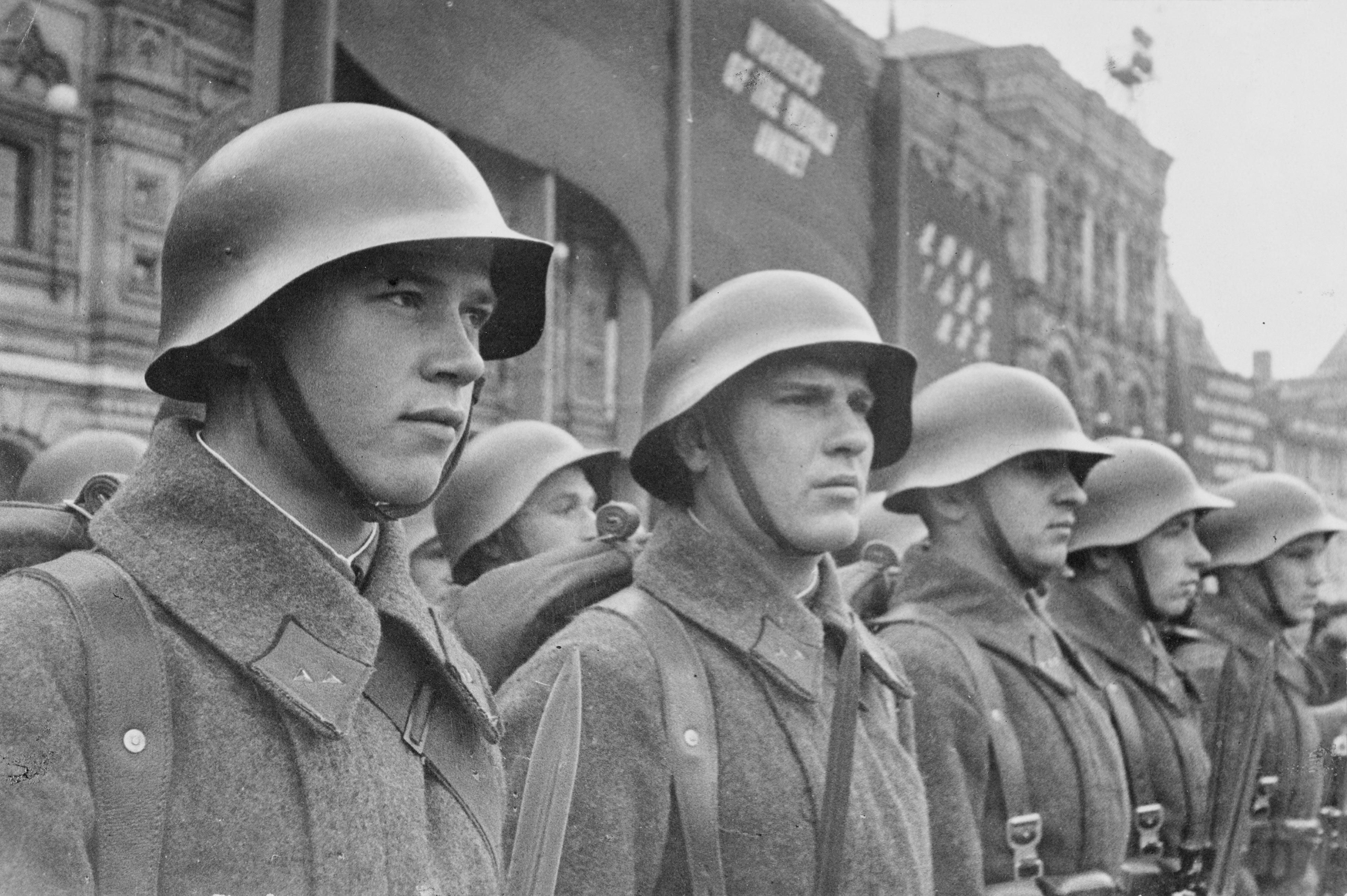
佩戴SSh-36的蘇軍士兵，攝於1937年
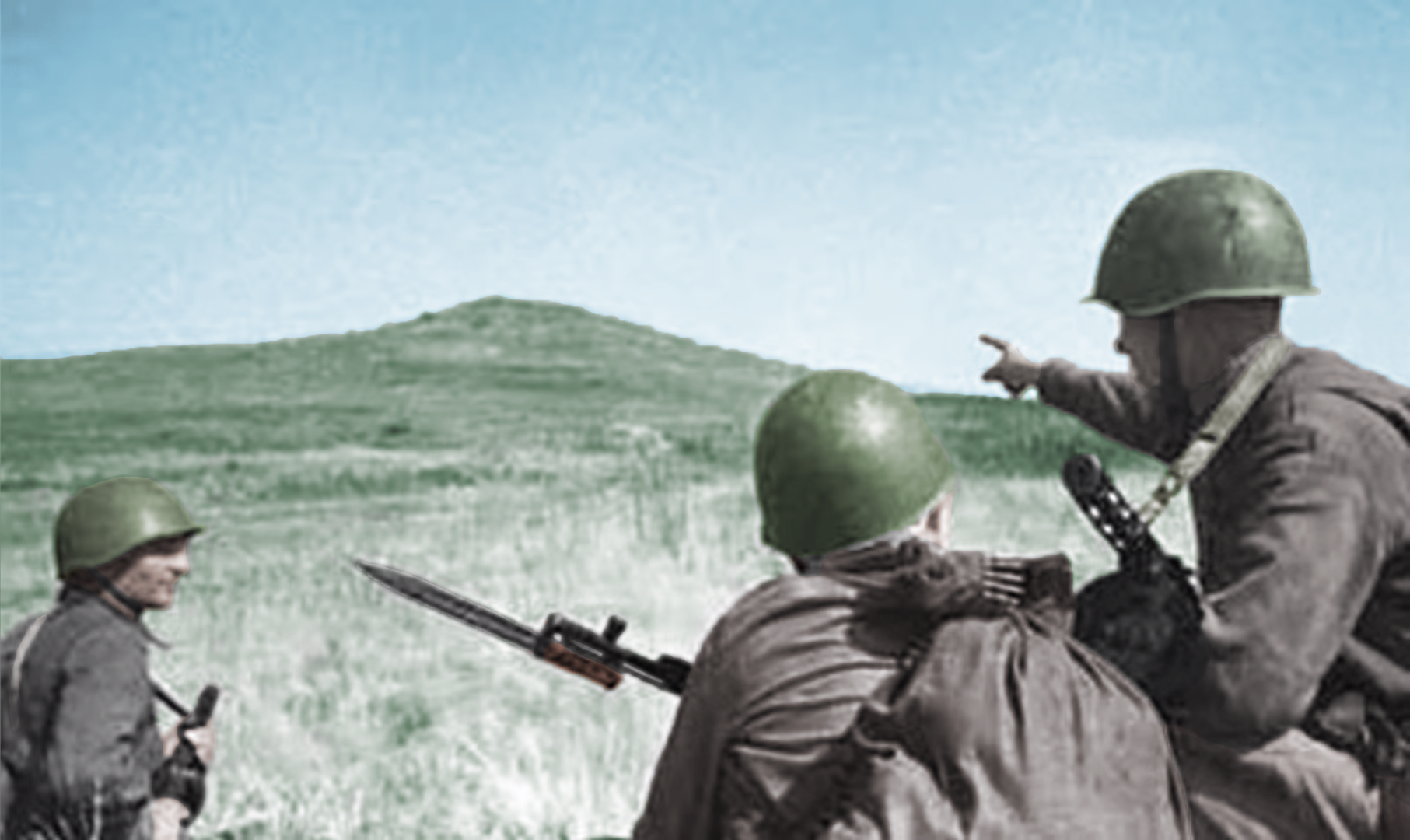
在薩武·莫希拉附近的蘇軍士兵，他們佩戴著SSh-40
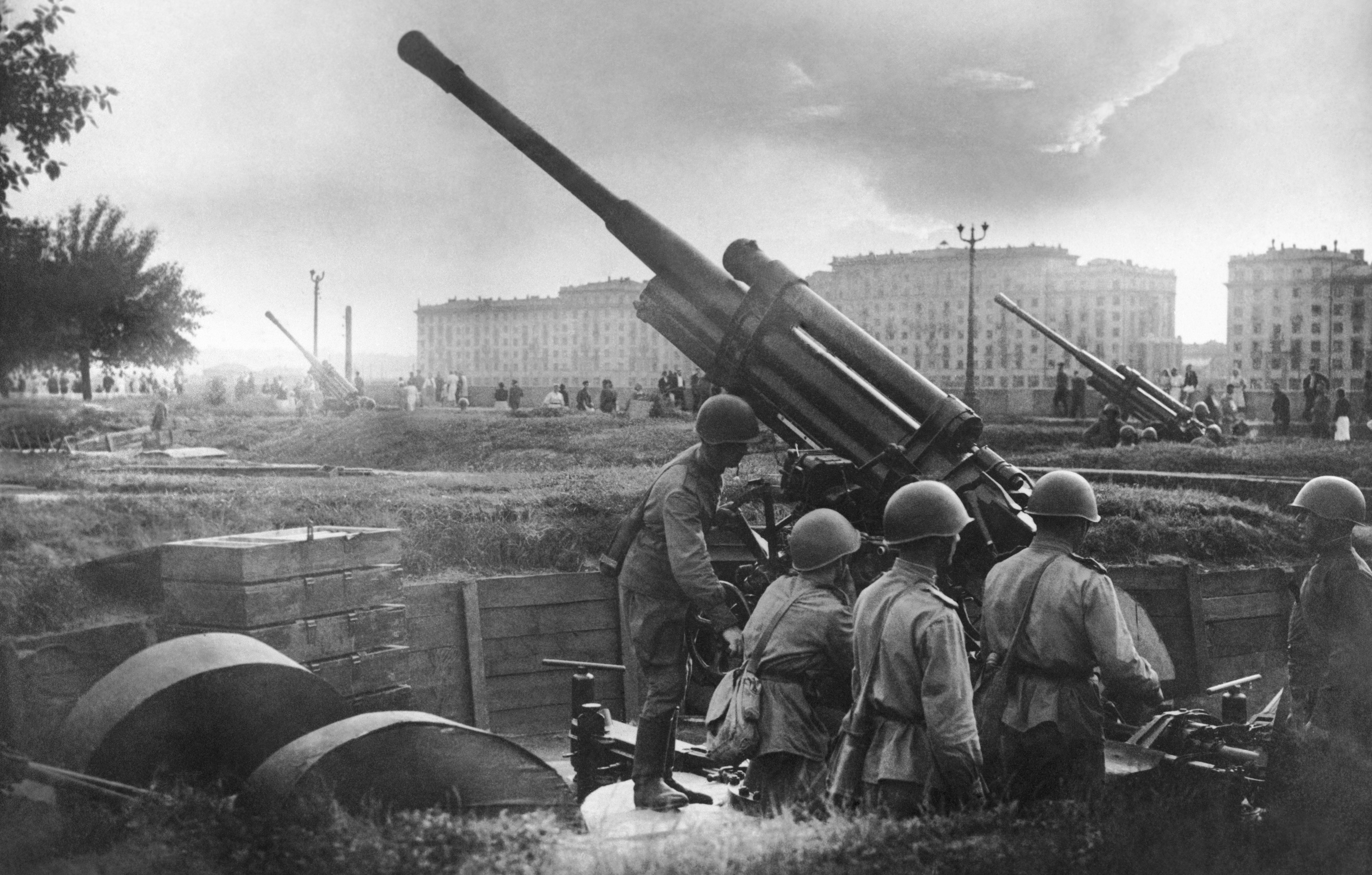
佩戴SSh-40的蘇軍防空士兵於莫斯科舉行演習